# Max Gülstorff
Max Gülstorff, född 23 mars 1882 i Tilsit, Ostpreussen, Kejsardömet Tyskland (nu Sovetsk, Kaliningrad), död 6 februari 1947 i Lichtenrade, Västberlin, var en tysk skådespelare. Gülstorff medverkade i över 150 filmer.

## Filmografi, urval
- 1923 – Schatten - Eine nächtliche Halluzination
- 1928 – Damen med masken
- 1930 – Gudarnas älskling
- 1931 – Köpenick-Kaptenen
- 1931 – Wien dansar och ler
- 1932 – Grevinnan av Monte Christo
- 1932 – Pensionatets lockfågel
- 1932 – Hoppla, här kommer jag!
- 1932 – Jag vill ej veta vem du är!
- 1932 – Tsarens diamant
- 1933 – Kärlekshotellet
- 1933 – Polisens villebråd
- 1933 – Prins-charmören
- 1934 – Han gick kökstrappan
- 1934 – Hennes största triumf
- 1937 – Den sönderslagna krukan
- 1937 – Kapriolen
- 1938 – En stormig bröllopsresa
- 1939 – Första försöket
- 1940 – Isabel och kärleken
- 1941 – Axel tar chansen!
- 1941 – Storstädning i familjen
- 1941 – Ohm Krüger
- 1943 – Gammalt hjärta blir åter ungt
- 1943 – Det gudomliga lättsinnet
- 1943 – Näckrosen
- 1944 – Skolans skräck